# Saturnalia tupiniquim
|  | «Saturnalia» redirigeix aquí. Vegeu-ne altres significats a «Saturnals». |

Saturnalia tupiniquim és una espècie de sauropodomorf que visqué a principis del Triàsic del Brasil. És un dels dinosaures més antics coneguts.